# Mysteria cylindripennis
Mysteria cylindripennis är en skalbaggsart som beskrevs av Thomson 1860. Mysteria cylindripennis ingår i släktet Mysteria och familjen långhorningar.
Artens utbredningsområde är:
- Paraguay.
- Uruguay.

Inga underarter finns listade i Catalogue of Life.